# Lac Colico
Le Lac Colico (du mapudungun Kolüko "eau rouge") est un lac situé dans la province de Cautín de la région d'Araucanie au Chili. 

## Écologie
La faune aquatique du lac se compose de poissons comme la truite, le ferry, l'arc en ciel ou bien le maquereau. 

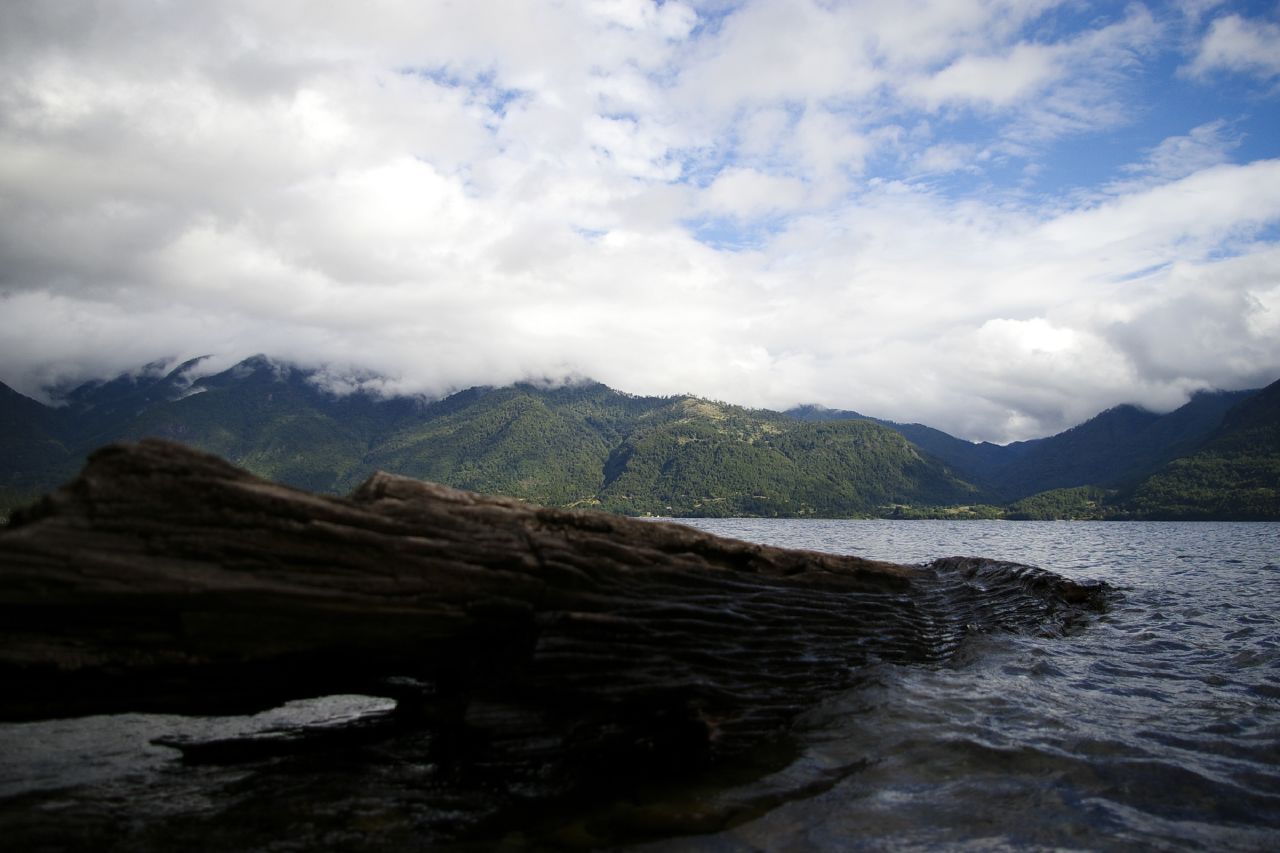

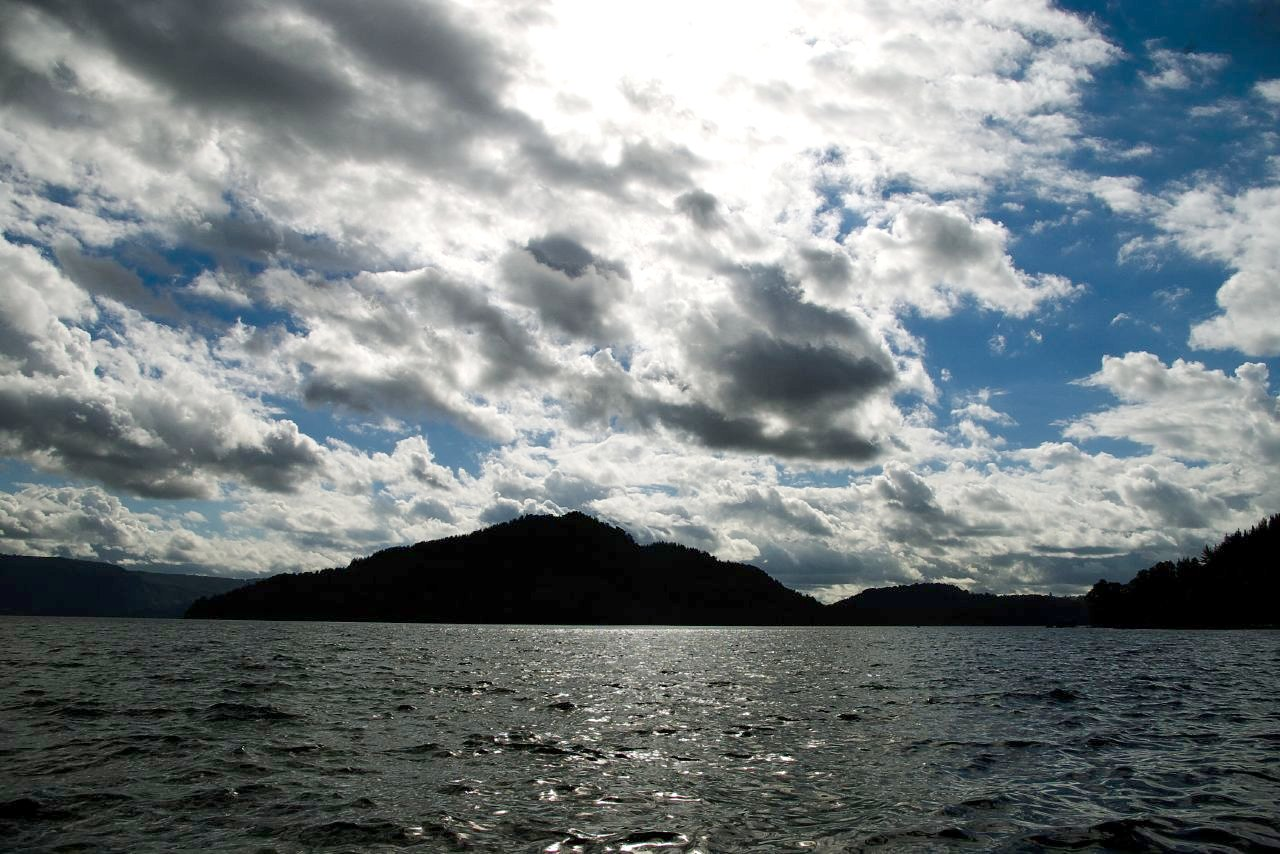